# Rosa mandonii
A Roseira-brava (Rosa mandonii) é uma planta do género Rosa, da família Rosaceae, espécie endémica da ilha da Madeira, onde ocorre, normalmente, entre os 600 e 1.600 metros de altitude  principalmente em comunidades nas orlas da floresta Laurissilva.
Apresenta-se como um arbusto trepador, perene e caducifólio com ramos até 4 metros ou mais de comprimento, com ou sem acúleos. Esta planta apresenta folhas compostas, geralmente com 5 a 7 folíolos, elípticos a orbiculares, serrados, glabros; pecíolos e nervuras principais glabros, com acúleos pequenos e glândulas.
As flores são brancas reunidas em conjuntos de 3, formando corimbos terminais com 9 a 12 flores.
Esta planta apresenta floração de Abril a Agosto.